# О, где же ты, брат?
«О, где же ты, брат?» (англ. O Brother, Where Art Thou?) — восьмой фильм (и первый мюзикл) Джоэла и Итана Коэнов. Лента в общих чертах основана на поэме Гомера «Одиссея», а также, как и все фильмы братьев Коэн, содержит множество отсылок к культуре и истории США. Действие разворачивается в штате Миссисипи в 1937 году (времена Великой депрессии) и концентрируется вокруг трёх беглых каторжников. Их роли исполнили Джордж Клуни, Джон Туртурро и Тим Блейк Нельсон.
Премьера фильма состоялась на Каннском кинофестивале в мае 2000 года. «О, где же ты, брат?» заслужил в целом положительные отзывы у кинокритиков, а также получил две номинации на «Оскар».

## Сюжет
Улисс Эверетт Макгилл, Пит Хогуоллоп и Делмар О’Доннелл, каторжники, отбывающие наказание на исправительных работах в штате Миссисипи и скованные между собой цепью, совершают побег из заключения. По словам Эверетта, он был заключён в тюрьму за ограбление, но до ареста успел спрятать добычу (более миллиона долларов), на поиски которой они и отправляются. Деньги находятся в хижине, принадлежащей Эверетту, в долине, которая через пять дней должна быть затоплена в рамках проекта строительства новой гидроэлектростанции.
Сначала беглецы пытаются запрыгнуть в товарный вагон проходящего мимо поезда, но из-за Пита им это не удаётся. Затем на железной дороге появляется слепец на дрезине. Он подвозит Эверетта, Пита и Делмара, и по пути рассказывает об их будущем. Троица прибывает в дом двоюродного брата Пита — Уоша. Тот разбивает их цепи и предоставляет ночлег в овине. Ночью, однако, появляется полиция, которую Уош вызвал ради назначенной за их поимку награды (ему требуются средства, чтобы прокормить семью). Беглецам удаётся сбежать из подожжённого овина при помощи автомобиля Уоша, и они продолжают своё путешествие.
По пути им встречается религиозная процессия. Вдохновлённые зрелищем и госпелом, который поют участники процессии, Пит и Делмар принимают в числе прочих обряд крещения. Все трое продолжают путь, и посреди пустынного перекрёстка встречают молодого чернокожего гитариста по имени Томми Джонсон. На вопрос, как он оказался в этом удалённом от людей месте один, Джонсон отвечает, что на этом перекрёстке он продал свою душу дьяволу в обмен на умение играть на гитаре. Его описание дьявола (белый мужчина с пустыми глазами и низким голосом, ходит со своей охотничьей собакой) подходит к облику шерифа, который преследует бывших каторжников.
Главные герои вместе с Томми набредают на маленькую радиостанцию. Ради небольшого заработка, который предлагает им её слепой владелец, они исполняют песню «Man of Constant Sorrow», назвав себя ансамблем «The Soggy Bottom Boys». Сразу после записи они покидают радиостанцию. Ночью они устраиваются на ночлег, и в это время полиция находит стоящий неподалёку автомобиль. Пока полицейские поджигают пустой овин, думая, что беглые каторжники там, те скрываются, вынужденные оставить машину. Томми, увидев шерифа с собакой, исчезает в неизвестном направлении.
На следующий день главных героев, бредущих пешком, подбирает полубезумный гангстер Малыш Нельсон, который едет в ближайший городок. Там Эверетт, Пит и Делмар становятся невольными участниками ограбления банка. Ночью Нельсон впадает в депрессию, оставляет все награбленные деньги своим соучастникам и уходит. Беглецы продолжают путь в долину (который проходит на попутном грузовике, а потом на украденной машине), но по дороге встречают женщин, стирающих бельё в реке и поющих. Пение усыпляет всех троих; очнувшись, Эверетт и Делмар обнаруживают, что Пит исчез, на берегу осталась только одежда, в которой сидит лягушка. В ресторане в очередном городке они двое знакомятся с «Большим Дэном» Тигом, который представляется торговцем Библиями, но, войдя в доверие, избивает и грабит Эверетта и Делмара. В это время полиция допрашивает Пита о том, куда направляются его товарищи, а запись ансамбля «The Soggy Bottom Boys» приобретает широчайшую известность в Миссисипи.
Эверетт и Делмар приезжают в родной город Эверетта и обнаруживают, что его жена Пенни собирается выходить замуж за Вернона Т. Уолдрипа, который работает в избирательном штабе кандидата в губернаторы Гомера Стоукса. Своим дочерям она сказала, что Эверетта сбил поезд. Расстроенный Эверетт вместе с Делмаром идёт в кино как раз тогда, когда туда приводят группу каторжников, среди которых оказывается повторно заключённый в тюрьму Пит. Эверетт и Делмар той же ночью помогают Питу сбежать из тюрьмы, и тот открывает им, что под угрозой повешения рассказал полиции, где находится клад. В ответ на это Эверетт признаётся, что никакого клада не существует, а побег он организовал только для того, чтобы вернуться к своей жене, которая собралась повторно выходить замуж. Разъярённый Пит набрасывается на Эверетта; в борьбе они не замечают, как скатываются к подножью холма и оказываются рядом с площадкой, где Ку-клукс-клановцы собираются линчевать Томми Джонсона. Решив спасти старого знакомого, все трое замаскировываются и проникают на площадку. Их узнаёт Большой Дэн, который присутствует на собрании. В создавшейся неразберихе обнаруживается, что предводитель Клана — кандидат Стоукс. Эверетту удаётся перекусить трос, удерживающий большой горящий крест, который падает прямо в толпу ку-клукс-клановцев на Большого Дэна.
Эверетт, Питт, Делмар и Томми, сбежав от Ку-клукс-клана, возвращаются в городок и через служебный вход попадают в ресторан, где на транслирующемся по радио концерте присутствуют Пенни с женихом, а также действующий губернатор Менелаус О’Дэниел, баллотирующийся на очередной срок. Эверетт всё ещё надеется вернуть себе жену и убеждает остальных притвориться музыкантами и выступить на сцене ресторана. Во время того, как Делмар и Пит под аккомпанемент Томми и небольшого ансамбля исполняют песню «In the Jailhouse Now», Эверетт сбоку сцены пытается убедить Пенни вернуться к нему, но та неприступна. Затем Пит с Делмаром и присоединившийся к ним Эверетт запевают «Man Of Constant Sorrow»; слушатели, узнавшие в них «The Soggy Bottom Boys», приходят в восторг. Появившийся во время выступления кандидат Стоукс узнаёт в поющих людей, сорвавших линчевание, о чём во всеуслышание объявляет, а также (по совету Вернона Уолдрипа) говорит, что трио певцов — беглые каторжники. Недовольная его заявлениями публика закидывает кандидата фруктами, а затем его выгоняют из зала. Губернатор О’Доннелл использует сложившуюся ситуацию и со сцены объявляет о помиловании всех троих, чем вызывает аплодисменты в зале.
Восхищённая Пенни соглашается вернуться к Эверетту, но ставит условие — найти её обручальное кольцо. Оно находится в доме в той долине, где якобы был спрятан клад. Эверетт, Пит, Делмар и Томми прибывают в долину, где их неожиданно задерживают полицейские. Видя приготовленные виселицы и могилы, Эверетт протестует, а Делмар в возмущении говорит, что об их помиловании было объявлено по радио. Зловещий шериф отвечает, что человеческие законы его не интересуют, и у них, к тому же, нет радио. Стоя возле петли, Эверетт, раньше заявлявший о своём скепсисе к Богу, произносит молитву. В этот момент в долину внезапно врываются потоки воды и быстро затапливают всю окружающую местность, спасая всех четверых от повешения (то самое запланированное затопление, которое Эверетт использовал как предлог для скорейшего совершения побега). Томми обнаруживает кольцо в комоде, за который он зацепился, плавая в воде, и все они возвращаются в город. Пенни заявляет, что Эверетт принёс ей не то кольцо, и требует вернуть нужное. Эверетт же говорит, что найти что-либо на дне водохранилища, в которое превратилась долина, невозможно. Пока они спорят, по железной дороге мимо проезжает на дрезине слепой старик, предсказавший в начале фильма события, произошедшие с героями.

## Персонажи и исполнители

Слева направо: Делмар О’Доннел, Эверетт МакГилл, Пит во время записи песни «Man Of Constant Sorrow» на радиостанции.

- Улисс Эверетт Макгилл (Джордж Клуни) — организатор побега с каторги, ставшего завязкой сценария. Эверетт был осуждён за то, что занимался адвокатской деятельностью без лицензии, но уверяет скованных с ним сокаторжан Пита и Делмара в том, что был грабителем и до ареста успел спрятать награбленные деньги. Макгилл говорлив и тщательно следит за своей внешностью.
- Пит (Джон Туртурро) — один из участников побега. Пит, угрюмый «реднек»[4], не слишком много рассказывает о своём прошлом; известно, что он был осуждён на тринадцать лет и в момент побега ему оставалось провести на каторге две недели. На свою долю от клада он планирует открыть ресторан на Западе.
- Делмар О’Доннелл (Тим Блейк Нельсон) — третий участник побега, простодушный парень родом, по-видимому, из глубинки[4]. На свою долю из клада он хочет выкупить семейную ферму.
- Томми Джонсон (Крис Томас Кинг) — талантливый блюзовый музыкант, который утверждает, что продал душу дьяволу за умение играть на гитаре. Он является аккомпаниатором в «The Soggy Bottom Boys».
- Дэниел «Большой Дэн» Тиг (Джон Гудмен) — один из антагонистов фильма. Большой Дэн — член Ку-клукс-клана, он занимается грабежами, изображая торговца текстами Священного писания для того, чтоб усыпить бдительность жертв. Он грабит Эверетта, а затем на собрании Ку-клукс-клана разоблачает проникших туда главных героев.
- Пенни Макгилл (Уорви) (Холли Хантер) — жена Улисса Эверетта Макгилла. После того, как тот попадает в тюрьму, Пенни разводится с ним, сказав их общим дочерям, что его сбил поезд. Когда Эверетт возвращается, она помолвлена с Верноном Т. Уолдрипом.
- Менелаус «Папа» О’Дэниел (Чарльз Дёрнинг) — действующий губернатор Миссисипи, баллотирующийся на очередной срок. Повсюду ходит со своим сыном и членами предвыборного штаба. В рамках предвыборной кампании он выступает по радио с собственной передачей, но тем не менее, рейтинг губернатора падает благодаря агитационной деятельности его соперника на выборах — Гомера Стоукса.
- Джордж Нельсон (Майкл Бадалукко) — гангстер, грабитель банков. Из-за своего маленького роста и детских черт лица получил прозвище «Малыш Нельсон», но терпеть не может, когда его так называют. Нельсон обладает взрывным характером, склонен к резким перепадам настроения, причём переходит из одного состояния в другое без видимых причин. В одной из последних сцен фильма Нельсона ведут по улице на казнь, но при этом он явно находится в состоянии эйфории.
- Гомер Стоукс (Уэйн Дювалл) — кандидат в губернаторы. Ездит по штату с музыкантами и карликом и проводит агитационные концерты. Стоукс обещает произвести в Миссисипи перемены и очистить штат от коррупции. Стоукс — расист, он тайно занимает должность «Великого Мудреца» Ку-клукс-клана.
- Вернон Т. Уолдрип (Рэй Маккиннон) — жених Пенни. Он работает в предвыборном штабе Гомера Стоукса и отказывается перейти в штаб О’Дэниела, когда ему делают предложение. Во время спонтанной речи Стоукса на выступлении «The Soggy Bottom Boys» Уолдрип не упускает случая подсказать ему, что Эверетт Макгилл — беглый каторжник. После этого (а также после эффектного выступления трио) Пенни решает вернуться к Эверетту.
- Шериф Кули[прим. 2] (Даниэль фон Барген) — шериф, преследующий троицу главных героев на всём протяжении фильма. Его внешность подходит под описание дьявола, данное Томми Джонсоном, кроме того, в конце фильма он намеревается повесить главных героев несмотря на распоряжение губернатора, говоря, что «законы придумали люди». Шериф носит чёрные очки и повсюду ходит со своей охотничьей собакой.

## Съёмочная группа

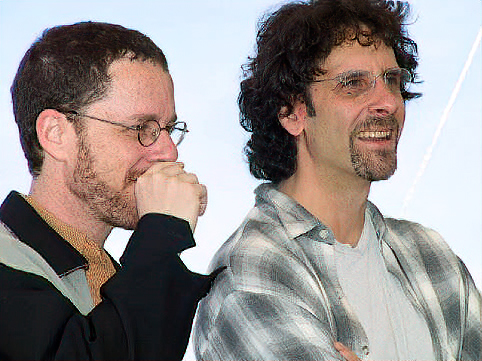
Братья Коэн (режиссёры, продюсеры и авторы сценария) в Каннах в 2001 году.

- Режиссёры — Джоэл Коэн, Итан Коэн (не указан в титрах[прим. 3][5])
- Авторы сценария — Итан Коэн, Джоэл Коэн
- Продюсеры — Итан Коэн, Джоэл Коэн (не указан в титрах[прим. 3]), Джон Кэмерон (сопродюсер)
- Исполнительные продюсеры — Тим Беван[англ.], Эрик Феллнер
- Композитор — Ти-Боун Бёрнэт
- Оператор — Роджер Дикинс
- Монтаж — Родерик Джейнс[прим. 4][6], Трисия Кук
- Художник-постановщик — Деннис Гасснер
- Художник по костюмам — Мэри Зофрс

## История создания

### Работа над сценарием
По словам Джоэла Коэна, идея «О, где же ты, брат?» возникла спонтанно. Работа над сценарием началась задолго до запуска ленты в производство: к декабрю 1997 года он был написан наполовину.
Фильм позиционируется как базирующийся на «Одиссее», о чём оповещает титр в начале, и Американская киноакадемия даже сочла возможным отнести сценарий к адаптированным. Однако, как говорит Итан Коэн, на самом деле сценарий черпает из гомеровского эпоса «очень избирательно», а Джоэл отмечает, что отсылки к Гомеру появляются тогда, когда им это «удобно»:

Итан: Но не хотелось бы, чтобы кто-нибудь из этих фанатов «Одиссеи» пришёл на фильм, ожидая, ну, знаете… 

Джоэл: «Где Лаэрт?» (Смеются.) 

Итан: «Где его собака?» (Опять смеются.)
Оригинальный текст (англ.)EC: But I don't want any of those Odyssey fans to go to the movie expecting, y'know...

JC: "Where's Laertes?" (laughter)

EC: "Where's his dog?" (more laughter)
— Из интервью братьев Коэн Джиму Ридли («Nashville Scene»)
Несмотря на то что Итан назвал «Одиссею» «одной из любимых сюжетных схем» братьев, оба они не читали эпоса, а с содержанием знакомы благодаря экранизациям и многочисленным упоминаниям «Одиссеи» в культуре.
Другой (и, вероятно, более значительный, нежели «Одиссея») источник влияния — фильм «Странствия Салливана» режиссёра Престона Стёрджеса. «О, где же ты, брат?» содержит несколько цитат из этой классической голливудской ленты, оммажем является и название фильма Коэнов (см. раздел «Цитаты и аллюзии»). По мнению британского критика Питера Брэдшоу («The Guardian»), Коэнам удалось передать дух комедий Стёрджеса в забавных диалогах и стремительной скорости развития событий. Джоэл Коэн в интервью признавал, что в «О, где же ты…» есть моменты, которые напоминают Стёрджеса.
Высказывалось также предположение, что источником влияния мог стать американский писатель Говард Уолдроп, в новелле которого A Dozen Tough Jobs в хронотоп американского юга времён Великой депрессии перенесено действие мифа о двенадцати подвигах Геракла.

### Кастинг
«О, где же ты, брат?» стал первым фильмом Коэнов, где сыграл Джордж Клуни. В дальнейшем этот актёр сыграл ещё в трёх лентах братьев — «Невыносимой жестокости» (2003), «После прочтения сжечь» (2008) и «Да здравствует Цезарь!» (2016). Эти фильмы — тоже комедии, где Клуни играет одну из главных ролей. Таким образом, «О, где же ты, брат?», «Невыносимая жестокость» и «После прочтения сжечь» представляют собой своеобразную «трилогию об идиотах» с Клуни в главной роли.
Коэны лично приехали в Финикс, где в это время снимался фильм «Три короля», чтобы предложить роль Клуни; тот согласился на роль сразу же, не читая сценарий. По его собственным словам, причиной такому безоговорочному доверию были прежние фильмы братьев Коэн, даже наименее удачные из которых («Подручный Хадсакера» и «Большой Лебовски») нравились актёру.
Джон Туртурро, исполнивший роль Пита, уже был постоянным актёром Коэнов. «О, где же ты, брат?» стал четвёртым фильмом братьев, где он снялся, причём в «Бартоне Финке» Туртурро сыграл главную роль. Другие актёры в «О, где же ты, брат?», уже работавшие с Коэнами до этой ленты, — Джон Гудмен (три фильма), Холли Хантер (два), Майкл Бадалукко и Чарльз Дёрнинг (в одном фильме режиссёров каждый). Таким образом, из главных исполнителей только Клуни и Тим Блейк Нельсон, сыгравший простака Делмара, были новыми лицами для фильмографии режиссёров. По словам братьев, Нельсон был единственным человеком на съёмочной площадке, прочитавшим «Одиссею».
Некоторые роли в фильме исполнили музыканты, участвовавшие в записи саундтрека. Самая большая из них досталась Крису Томасу Кингу, блюзовому гитаристу из Нового Орлеана. Он сыграл продавшего душу дьяволу музыканта Томми Джонсона, который аккомпанирует в ансамбле The Soggy Bottom Boys. Эпизодическая роль покупательницы, пытающейся приобрести запись «Man Of Constant Sorrow», была исполнена Гиллиан Уэлч; трое участников группы The Fairfield Four сыграли могильщиков. Некоторые артисты (Cox Family, The Whites, Рон Блок, Джерри Дуглас) появляются на экране в ролях собственно музыкантов.

### Создание саундтрека

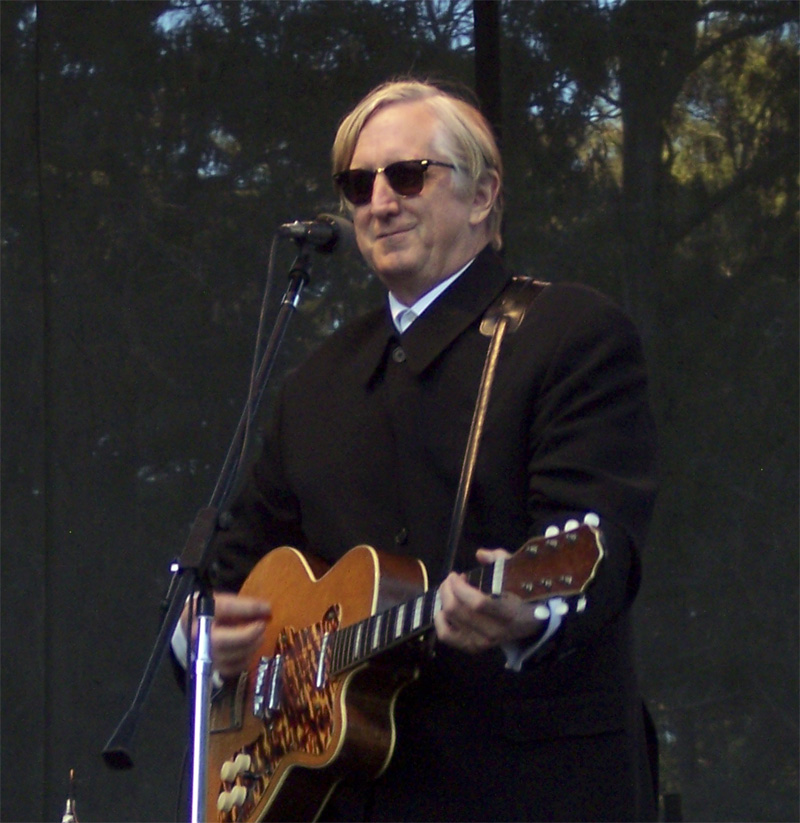
Музыкант Ти-Боун Бёрнэт, приглашённый для создания саундтрека.

Музыка в фильме изначально задумывалась как полноценный элемент действия, а не как фоновое его сопровождение. Именно поэтому было принято необычное решение записать саундтрек до начала съёмок фильма, а музыкант Ти-Боун Бёрнэт был приглашён в проект для подборки музыки ещё даже до того, как был закончен сценарий.
«О, где же ты, брат» — первый и пока единственный фильм братьев Коэн, саундтрек к которому создал не Картер Бёруэлл. В титрах он указан лишь как автор «дополнительной музыки». Музыкальное сопровождение фильма представляет собой американские фолк-песни соответствующего периода. В основном используются сделанные специально для фильма новые записи старых песен, аранжированных Ти-Боуном Бёрнэтом. Использовано было также и несколько аутентичных записей.
Подобранные песни позволили отразить в фильме спектр музыкальных стилей, характерных для культуры старого американского Юга — госпел, дельта-блюз, кантри-свинг, блюграсс. Среди исполнителей, чьи песни вошли в фильм, — Гарри Макклинток, Джимми Дэвис, «The Stanley Brothers» и другие.
Один из членов The Stanley Brothers, легендарный блюграсс-музыкант Ральф Стэнли, лично принял участие в записи музыки к «О, где же ты…», исполнив а-капелла народную песню «O Death». Другие именитые музыканты, поучаствовавшие в создании саундтрека, — Норман Блейк, Элисон Краусс, Эммилу Харрис, Гиллиан Уэлч, «The Whites», «The Cox Family». Всех их пригласил Бёрнет (хотя братья уже до начала работы знали многих исполнителей и были поклонниками Краусс, Харрис и Уэлч), отталкиваясь от представлений Коэнов о музыкальной составляющей будущего фильма.

Джоэл: …В какой-то момент у Ти-Боуна была пара дней, когда он приводил кучу разных людей, которые все типа вместе играли и пели. И мы смогли как-то почувствовать, кто подходит.
Оригинальный текст (англ.)JC: …At one point T-Bone basically had two days where he brought in lots of different people who all sort of played and sang together. And we got kind of a feeling for who was right.
— Из интервью братьев Коэн Джиму Ридли («Nashville Scene»)
Три музыкальных номера в «О, где же ты…» связаны с вымышленной группой «The Soggy Bottom Boys», в которую входят три главных персонажа — Эверетт, Пит и Делмар, а также гитарист Томми Джонсон. Из этих трёх номеров два представляют собой вариации народной песни «Man of Constant Sorrow», исполнявшейся, помимо прочих, и The Stanley Brothers. Эта композиция стала главным хитом саундтрека, попав в чарт Billboard для песен кантри, а также завоевав премию CMA Awards и «Грэмми» в категории «Лучшее совместное кантри-исполнение с вокалом».
На записи эту песню вместо актёров исполняют певцы Дэн Тимински из «Union Station» (ведущая партия), Харви Эллен, а также Пэт Инрайт из «Nashville Bluegrass Band». Ещё в одной песне, которую исполняют The Soggy Bottom Boys, — «In the Jailhouse Now» — поёт сам актёр Тим Блейк Нельсон.

### Производство
«О, где же ты, брат?» был снят за три летних месяца 1999 года (с 7 июня по 23 августа), так как Коэнам и оператору Роджеру Дикинсу требовался определённый цвет травы и листвы.
Натурные сцены были сняты в Миссисипи, там же, где происходит действие фильма. Съёмки проходили в таких местах, как Кантон, Джексон, Вэлли-Парк, Виксберг и Язу-сити.
Так как герои фильма — южане, нужно было передать специфический акцент, характерный для жителей южных штатов. Джордж Клуни, сам родом из Лексингтона, штат Кентукки, послал сценарий своему дяде Джеку, фермеру из того же штата, для того, чтоб тот начитал реплики Эверетта на магнитофон. Получившуюся запись актёр использовал в работе над фильмом.

## Саундтрек
Саундтрек фильма был выпущен на CD 5 декабря 2000 года и пользовался большим успехом. К ноябрю 2008 года в США было продано порядка 7 421 000 экземпляров, что позволило альбому стать самым продаваемым саундтреком в стиле кантри.
Этот саундтрек был удостоен двух премий Ассоциации музыки кантри (за лучший альбом и лучший сингл), а также пяти «Грэмми», в том числе в категории «Лучший альбом года». Были также даны концерты в зале «Райман-аудиториум» в Нэшвилле, штат Теннесси, записи которых составили документальный фильм Down from the Mountain.

## Реакция критики
Критика в целом скорее благожелательно приняла «О, где же ты, брат?». Рейтинг фильма на сайте Rotten Tomatoes составляет 77 %, а среди наиболее авторитетных критиков — 70 %.
Это означает, что примерно три четверти критиков из числа тех, чьи отзывы приведены на сайте, дали картине положительную оценку. Тем не менее, эта относительная удача не выглядит таковой на фоне успехов предыдущих работ братьев Коэн. Рейтинг «Rotten Tomatoes» у «О, где же ты, брат» ниже, чем у всех предшествующих их фильмов, за исключением «Подручного Хадсакера».
Влиятельный американский критик Роджер Эберт (Chicago Sun-Times), к примеру, считает, что некоторые эпизоды фильма хороши, но не складываются в целое произведение, и что создаётся не всегда приятное впечатление, будто сюжет развивается случайным образом.
Схожей точки зрения придерживаются Пол Тэтара (cnn.com) и Дессон Хоу (Washington Post), которые писали о том, что фильм представляет собой серию эпизодов или скетчей, плохо связанных между собой. Первому также показался неудачным выбор на главную роль Джорджа Клуни.
В качестве серьёзного недостатка сценария Джонатан Розенбаум из газеты Chicago Reader называет неубедительных персонажей.
По мнению Джеймса Берардинелли («ReelViews»), фирменная «причудливость» Коэнов в «О, где же ты…» есть, но зачастую кажется вымученной. В целом же фильм, как пишет критик, затянут, и не может, в отличие от лучших работ братьев, заставить зрителей ёрзать в креслах или вызвать неконтролируемые взрывы хохота.

«О, где же ты, брат?» не останется в памяти как один из великих фильмов Коэнов: он на уровень ниже в чём-то похожих друг на друга фильмов «Просто кровь» и «Фарго», и даже по сравнению с менее удачными работами вроде «Большого Лебовски» это шаг назад.
Оригинальный текст (англ.)O Brother, Where Art Thou? will not be remembered as one of the Coens' great works - it's on a level below the likes of Blood Simple and Fargo, and even a step down from less successful efforts like The Big Lebowski. 
— Джеймс Берардинелли
В то же время многие обозреватели удостоили фильм высоких оценок. Питер Трэверс («Rolling Stone») назвал его «чудесным», Тодд Маккарти («Variety») — «очаровательным», Джон Андерсон (Newsday) наградил ленту целым рядом хвалебных эпитетов. Критик Чарльз Тейлор написал апологетическую рецензию на фильм, признавшись в начале статьи, что делает это несмотря на то, что из всех предыдущих режиссёрских работ Коэнов ему понравился только «Воспитывая Аризону», остальные же вызвали либо скуку, либо отвращение. Кеннет Таран из популярной газеты Los Angeles Times назвал «О, где же ты…» эксцентрической комедией в духе «Монти Пайтон», изобилующей примерами «гениального безумия», которое может проявиться только у братьев Коэн.
Исполнение главной роли Джорджем Клуни заслужило высокие оценки у нескольких критиков, как и сильный состав актёров второго плана.
Отдельного упоминания во многих (в том числе и в целом отрицательных) рецензиях заслужила режиссура братьев Коэн, а также визуальная сторона фильма и конкретно работа оператора Роджера Дикинса, художника-постановщика Денниса Гасснера и художника по костюмам Мэри Зофрс. Во многих обзорах большой удачей «О, где же ты…» назывался саундтрек. Согласно Роджеру Эберту, музыка блюграсс — сердце фильма, что сближает его с ревизионистским вестерном «Бонни и Клайд».

## Прокатная судьба
Мировой премьерный показ «О, где же ты, брат?» состоялся на 53-м международном Каннском кинофестивале 13 мая 2000 года. Франция стала первой страной, где фильм вышел в прокат (30 августа того же года), осенью премьеры прошли в нескольких странах Европы и мира. Только 22 декабря 2000 «О, где же ты…» вышел в США в ограниченном прокате, а широкий прокат начался лишь 2 февраля 2001 года. В 2001 году фильм прошёл также ещё в нескольких странах.
Дистрибьютором ленты на территории США была компания «Buena Vista». С производственным бюджетом примерно в 26 миллионов долларов «О, где же ты…» собрал в Соединённых штатах 45 512 588, а в других странах — 26 355 739 долларов. Таким образом, общие мировые сборы картины составили 71 868 327. В США только в один уик-энд за 29 недель, в течение которых «О, где же ты…» находился в прокате, фильму удалось подняться в первую десятку по кассовым сборам.

## Художественная ценность
Одна из заметных особенностей фильма — использование цифровой коррекции цвета для придания плёнке оттенка сепии.
«О, где же ты, брат?» был снят летом, и в результате режиссёров не устроил полученный слишком насыщенный цвет.

Итану и Джоэлу нужна была сухая, пыльная картинка Дельты [Миссисипи] с золотыми закатами. Они хотели, чтобы фильм выглядел, как старая, вручную подкрашенная фотография.
Оригинальный текст (англ.)Ethan and Joel favored a dry, dusty Delta look with golden sunsets. They wanted it to look like an old hand-tinted picture.
— Роджер Дикинс, оператор

Использование цифровой цветокоррекции позволило придать плёнке оттенок сепии.

Сначала Коэны обратились в лабораторию, но традиционный способ цветокоррекции не дал нужных им результатов. Тогда по предложению оператора Роджера Дикинса было решено прибегнуть к цифровой обработке фильма. Работа заняла около восьми недель. Немного опередив мультфильм «Побег из курятника», «О, где же ты, брат?» стал первым в истории Голливуда фильмом, который был полностью подвергнут цветокоррекции на компьютере. Оператор Роджер Дикинс, отвечавший за видеоряд картины (как и четырёх предыдущих фильмов братьев), за «О, где же ты, брат?» был номинирован на «Оскар» и премию Американского общества кинооператоров.
«О, где же ты, брат?» не обошёлся и без компьютерных спецэффектов. American Humane Association, организация, занимающаяся правами животных, приняла реалистично изображённую корову, убитую в фильме, за настоящую и потребовала доказательств того, что она была нарисована, прежде чем позволить использовать в титрах оговорку о том, что ни одно животное при съёмках не пострадало. После того как представителям Ассоциации продемонстрировали, как была создана корова, в титры вместо традиционной фразы «При съёмках этого фильма ни одно животное не пострадало» была добавлена следующая: «Сцены, в которых показано насилие над животными, являются сымитированными».
Отмечалась и работа художника-постановщика Денниса Гасснера, созданные которым достоверные декорации — фермы, магазины, хижины — навевают «сладкую меланхолию».
Клуни, Туртурро и Нельсон были названы «прекрасным комическим трио». Игра Клуни отдельным наблюдателям напомнила манеру Кэри Гранта и Кларка Гейбла (это подчёркивается тем, что персонаж Клуни носит усы в стиле Гейбла). «Излучающий харизму» Клуни создаёт на экране образ «самого симпатичного в истории кино деревенского увальня». Джон Туртурро, по мнению Чарльза Тэйлора, не вполне научился применять своё актёрское умение к комедийным ролям, но в некоторых сценах всё же показывает талант комика, а Тим Блейк Нельсон демонстрирует «невинность щенка таксы». Состав исполнителей второго плана предлагает обычное для фильмов Коэнов изобилие.
Главная отсылка фильма к «Одиссее»  как бы говорит, что любой художник в традиции вестерна многим обязан Гомеру, а рассказ любой истории о возвращении домой означает воссоединение с корнями самого повествования — возвращение к корням сказаний вообще.
Музыкальный ряд помогает воссоздать атмосферу старого американского юга. Были использованы некоторые аутентичные записи — песня «Big Rock Candy Mountain», исполненная в 1928 году Гарри Макклинтоком и госпел «Po' Lazarus», исполненный заключёнными Каторжной тюрьмы штата Миссисипи в 1959 году (запись была сделана фольклористом Аланом Ломаксом).
Коэнам удалось создать на экране сбалансированный мир, наполненный вымышленными и реальными персонажами, превратив американский юг в некую страну мечты.

У Борхеса есть рассказ о писателе, чей шедевр — многотомная энциклопедия о вымышленной вселенной; Коэны пишут такую каждый раз, когда создают фильм.
Оригинальный текст (англ.)Borges has a short story about a writer whose chef d'oeuvre is a multi-volume encyclopaedia about an imaginary universe; the Coens write one of these every time they make a movie.
— Питер Брэдшоу

## Отсылки к истории и культуре США
«О, где же ты, брат?» стал первой в фильмографии аполитичных режиссёров картиной, затрагивающей политические темы. Впрочем, как говорит Джоэл Коэн, политика в фильме присутствует только ради драматургии, причём в довольно примитивном виде. Джонатан Ромни, тем не менее, считает согласованность американской довоенной музыки и политики одной из полноценных тем фильма.
В качестве отрицательной силы выставлен Ку-клукс-клан. В фильме в театрализованной форме показана церемония Клана и атрибутика этой организации — колпаки с прорезями для глаз и горящие кресты.

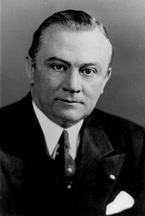
Уилберт Ли О’Дэниел, техасский политик середины XX века, прототип губернатора Менелауса О’Дэниела.

Действие картины происходит во время подготовки к выборам губернатора штата Миссисипи, которая сопровождается агитацией со стороны двух главных кандидатов. Менелаус «Папа» О’Дэниел, действующий губернатор, который баллотируется на второй срок, имеет вполне реальный прототип в истории американского юга. Это Уилберт Ли «Папа» О’Дэниел, губернатор Техаса в 1939—1941 годах и впоследствии сенатор от того же штата.
Этот политик был известен тем, что вёл передачу на радио и нанял музыкальную группу, которая выступала в его поддержку (как и Менелаус О’Дэниел в фильме).
Однако реальный О’Дэниел, в отличие от вымышленного О’Дэниела из фильма, в своей предвыборной агитации обещал проведение реформ (в фильме такие обещания даёт его оппонент Гомер Стоукс). Главной песней избирательной кампании Уилберта Ли О’Дэниела была «Please pass the biscuits, Pappy», Менелаус О’Дэниел в «О, где же ты, брат?» использует в качестве таковой «You Are My Sunshine», которая в действительности ассоциируется с написавшим её губернатором Луизианы и музыкантом Джимми Дэвисом.
У Томми Джонсона, персонажа Криса Томаса Кинга, также был прототип. История о том, как Томми продал душу дьяволу в обмен на умение играть на гитаре, в действительности связана с именами двух блюзовых музыкантов 1920-х—1930-х. В конце двадцатых в Миссисипи был широко известен музыкант по имени Томми Джонсон (то есть полный тёзка персонажа фильма), о котором ходили подобные слухи, и такая же легенда связана с именем более известного Роберта Джонсона. Разные источники в качестве предполагаемого прототипа называют как первого, так и второго.
Кроме того, в действительности существовал гангстер по имени Джордж Нельсон. В «О, где же ты…» троице главных героев встречается полубезумный грабитель банков, известный под таким именем. Реальный Нельсон (его настоящее имя — Лестер Джозеф Джиллис) действительно был прозван «Малышом» за небольшой рост и детские черты лица и отличался буйным темпераментом. К 1937 году, когда происходит действие фильма, он был уже три года как мёртв.
Говоря о решении включить в сюжет исторических персонажей, Джоэл Коэн утверждает, что реалистичность не была целью авторов; они с братом пытались «создать не столько правдоподобную картину того времени и места, сколько воображаемый мир, где всё это пересекается — реальные люди и выдуманные»

## Цитаты и аллюзии

### «Одиссея»

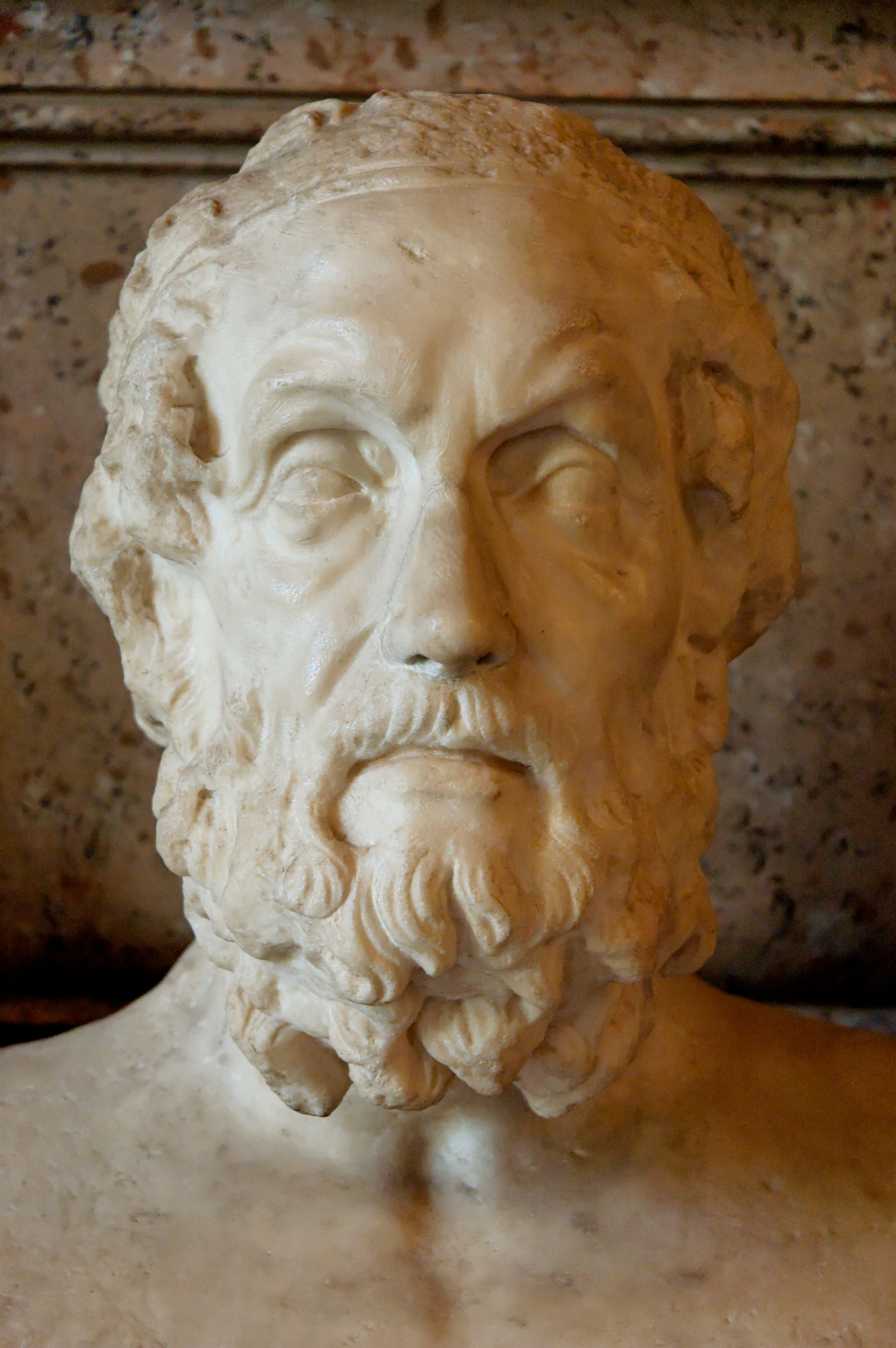
Бюст Гомера, II век до н. э.

В открывающих титрах прямо сказано, что «О, где же ты, брат?» основан на «Одиссее». Влиятельный кинокритик Андрей Плахов отмечает, что смешение в фильме американской культуры и истории с Гомером «вставляет американскую мифологию в самый серьёзный культурологический ряд».
Цитаты и аллюзии на эпос Гомера в фильме многочисленны, от очевидных до неясных. Большинство из них комичны: как и «Улисс» Джеймса Джойса, «О, где же ты, брат?» — пародийный эпос.
Единственная прямая отсылка — эпиграф к фильму, который представляет собой первую строку «Одиссеи» в переводе Роберта Фицджеральда. К числу очевидных аллюзий на эпос относятся имена некоторых героев: оппозиционный кандидат в губернаторы Миссисипи носит имя Гомер; первое личное имя главного героя — Улисс (латинский аналог имени Одиссей); его жену зовут Пенни (сокращённое от «Пенелопа», так звали супругу Одиссея); действующий губернатор Менелаус О’Дэниел, помиловавший трёх главных героев, носит имя спартанского царя Менелая, сражавшегося вместе с Одиссеем в Троянской войне. Бюст Гомера можно заметить стоящим за спиной Менелауса О’Дэниела в сцене в ресторане.
Некоторые эпизоды фильма перекликаются с приключениями Одиссея. В самом начале троице главных героев встречается слепой предсказатель, аналогичный Тиресию из «Одиссеи».
Баптисты, погружающиеся в воду, дабы избавиться от своего прошлого, напоминают лотофагов, которым поедание лотоса давало забвение. Встреча с поющими женщинами, околдовывающими путников, отсылает к сиренам, привлекавшим путешественников для того, чтобы убить их. Кроме того, этот эпизод можно рассматривать как отсылку к Цирцее, превратившей спутников Одиссея в животных (в фильме Делмар думает, что после встречи с женщинами Пит превратился в лягушку). Встреча с одноглазым «Большим Дэном» Тигом, ограбившим Эверетта и Делмара, — аллюзия на эпизод «Одиссеи» с циклопом Полифемом, съевшим часть корабельной команды главного героя. На бывшей жене Эверетта Пенни собирается жениться её новый ухажёр — в «Одиссее» многочисленные женихи пытаются добиться жены главного героя Пенелопы. Наводнение в конце фильма напоминает о водовороте Харибда (помимо этого, в том же эпизоде Эверетт близок к тому, чтоб утонуть, но спасается, схватившись за деревянный обломок; то же происходит с Одиссеем).
Другие возможные аллюзии на «Одиссею»: переодевание Эверетта стариком (так же сделал Одиссей по возвращении на Итаку); Малыш Нельсон, убивающий коров (спутники Одиссея навлекли на себя гнев Гелиоса, убив священных коров из его стада).

### Другие литературные произведения
Рассказ писателя Говарда Уолдропа назывался в числе возможных источников сценария (см. раздел «Работа над сценарием»). Возможно, именно в честь него один из персонажей фильма носит фамилию Уолдрип..
Кроме того, персонаж по имени Вернон Уолдрип появляется в романе «Дикие пальмы» Уильяма Фолкнера (образ которого был спародирован в «Бартоне Финке», более раннем фильме Коэнов).
Сюжетная схема «Диких пальм» напоминает задействованную в «О, где же ты…»; к тому же, действие там происходит тоже в Миссисипи во второй четверти XX века. Параллели можно также провести с романом «Деревушка» того же Фолкнера.
Возможно, в фильме содержится отсылка к рассказу Фланнери О’Коннор Good Country People, где действует продающий Библии вор.
Эпизод в конце фильма, в котором герои плывут, держась за деревянный гроб, цитирует эпилог романа Германа Мелвилла «Моби Дик».

### Другие фильмы

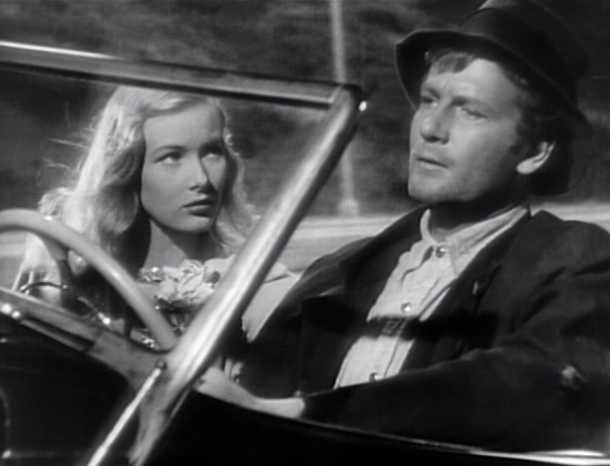
Вероника Лейк и Джоэл Маккри, кадр из фильма «Странствия Салливана».

В числе главных источников вдохновения Коэнов при работе над «О, где же ты…» были фильмы Престона Стёрджеса, голливудского довоенного режиссёра, известного своими работами в жанре эксцентрической комедии (см. раздел «Работа над сценарием»). Прямым оммажем Стёрджесу является название фильма. В ленте «Странствия Салливана» (1941) главный герой, режиссёр-комедиограф Джон Салливан, собирается снять серьёзный фильм о Великой депрессии под названием «О, где же ты, брат?», но после путешествия по США приходит к решению снимать комедии, так как в тяжёлые времена людям хочется смеяться. Таким образом, взяв название «О, где же ты, брат?», братья Коэн как будто создали римейк фильма, который никогда не существовал.
В «О, где же ты…», как и в «Странствиях Салливана», показана каторжная тюрьма на американском юге; сцена посещения каторжниками кинотеатра цитируется у Коэнов. Возможно, фамилия главного героя фильма Коэнов — Макгилл — отсылает к заглавному персонажу фильма «Великий Макгинти» того же Стёрджеса.
Сцена, в которой Эверетт, Пит и Делмар оказываются на сборище куклусклановцев, имитирует похожий эпизод из ещё одного знаменитого голливудского фильма 1930-х годов — «Волшебник страны Оз» (1939). Объектом цитирования стала сцена, в которой Страшила, Дровосек и Лев проникают в замок злой колдуньи. Члены Клана маршируют схожим образом с тем, что было в «Волшебнике страны Оз», а троица главных героев так же проникает в число марширующих.
Лента «Случай в Окс-Боу» (1943) цитируется в одной из последних сцен, когда перед повешением исполняется песня «Lonesome Valley».

## Награды
«О, где же ты, брат?» попал в основной конкурс Каннского кинофестиваля, где и состоялась премьера фильма, однако не снискал там наград. «Золотую пальмовую ветвь» в тот год получил с фильмом «Танцующая в темноте» Ларс Фон Триер, которого Коэны достаточно неожиданно обошли девятью годами ранее с «Бартоном Финком». Всего фильм получил только шесть наград (если считать музыкальную премию «Грэмми» за лучший саундтрек), причём главные кинопремии практически обошли его стороной.
Список приведён в соответствии с данными IMDb.
| Год  | Награда                                    | Номинация                                | Награждённый                  |
| ---- | ------------------------------------------ | ---------------------------------------- | ----------------------------- |
| 2000 | Премия Общества кинокритиков Лас-Вегаса    | Лучшая операторская работа               | Роджер Дикинс                 |
| 2001 | «Золотой глобус»                           | Лучшая мужская роль (комедия или мюзикл) | Джордж Клуни                  |
| 2001 | Премия Британского общества кинооператоров | Лучшая операторская работа               | Роджер Дикинс                 |
| 2001 | Премия Общества кинокритиков Флориды       | Лучший саундтрек                         | Ти-Боун Бёрнэт Картер Бёруэлл |
| 2002 | Премия BMI                                 | Специальное упоминание                   | Ти-Боун Бёрнэт                |

### Номинации
Список приведён в соответствии с данными IMDb.
- «Оскар»
  - Лучшая операторская работа — Роджер Дикинс
  - Лучший адаптированный сценарий — Джоэл Коэн, Итан Коэн
- «Золотой глобус»
  - Лучший фильм (комедия или мюзикл)
- Премия BAFTA
  - Лучшая операторская работа — Роджер Дикинс
  - Лучший оригинальный сценарий — Джоэл Коэн, Итан Коэн
  - Лучшая работа художника по костюмам — Моника Хоу
  - Лучшая работа художника-постановщика — Деннис Гасснер
  - Премия Энтони Эскита за лучшую музыку к фильму — Ти-Боун Бёрнэт, Картер Бёруэлл
- Премия «American Comedy»
  - Самый смешной актёр в главной роли (полнометражный фильм) — Джордж Клуни
- «European Film Awards»
  - Лучший неевропейский фильм
- «MTV Movie Awards»
  - Лучшая музыкальная сцена — «The Soggy Bottom Boys»
  - Лучшая актёрская команда — Джордж Клуни, Джон Туртурро, Тим Блейк Нельсон
- «Satellite Awards»
  - Лучший фильм (комедия или мюзикл)
  - Лучшая мужская роль (комедия или мюзикл) — Джордж Клуни
  - Лучшая женская роль второго плана (комедия или мюзикл) — Холли Хантер
  - Лучшая мужская роль второго плана (комедия или мюзикл) — Тим Блейк Нельсон
  - Лучший адаптированный сценарий — Джоэл Коэн, Итан Коэн
- «Небула»
  - Лучший сценарий — Джоэл Коэн, Итан Коэн
- Премия Американского общества кинооператоров
  - Выдающееся операторское достижение — Роджер Дикинс
- Премия Ассоциации кинокритиков Чикаго
  - Лучшая операторская работа — Роджер Дикинс
  - Лучшая оригинальная музыка к фильму — Ти-Боун Бёрнэт, Картер Бёруэлл
- Премия Лондонского общества кинокритиков
  - Лучший фильм года
  - Сценарист года — Джоэл Коэн, Итан Коэн
- Премия Общества кинокритиков Лас-Вегаса
  - Лучший оригинальный сценарий — Джоэл Коэн, Итан Коэн
  - Лучшая работа художника по костюмам — Мэри Зофрс
- Премия Общество кинокритиков онлайн
  - Лучшая операторская работа — Роджер Дикинс
  - Лучшая оригинальная музыка к фильму — Ти-Боун Бёрнэт, Картер Бёруэлл
- Премия Общества кинокритиков Финикса
  - Лучшая оригинальная музыка к фильму — Ти-Боун Бёрнэт, Картер Бёруэлл
- Премия Общества киномонтажёров США
  - Лучший монтаж в полнометражном фильме (комедия или мюзикл) — Родерик Джейнс
- «Эмпайр»
  - Лучший актёр — Джордж Клуни